# Mitja Drobnič
Mitja Drobnič (* 18. März 1951) ist ein slowenischer Politiker und Diplomat.

## Leben
Er studierte Wirtschaftswissenschaften an der Universität Laibach. Drobnič trat in den diplomatischen Dienst Jugoslawiens ein und war von 1978 bis 1982 als Konsul in Dortmund und von 1986 bis 1990 in Mannheim eingesetzt. Im Jahr 1991 wurde er im slowenischen Außenministerium Abteilungsleiter für Europa und Nordamerika. Von 1994 bis 1998 war er der stellvertretende Leiter der slowenischen Mission bei der Europäischen Union. Im Jahr 2000 erfolgte seine Ernennung zum Staatssekretär im slowenischen Außenministerium. 2002 wurde er slowenischer Botschafter in Ägypten. Zugleich war er auch Botschafter in Jordanien, Katar, Saudi-Arabien und den Vereinigten Arabischen Emiraten. Das Amt versah er bis 2006. In diesem Jahr ging er als politischer Direktor zurück an das Außenministerium. 2009 ging er als Botschafter an die Slowenische Botschaft in Berlin in Deutschland. Im Juli 2012 übernahm er die Funktion als Leiter der Delegation der Europäischen Union in Montenegro. Er amtierte bis 2016.
Neben Slowenisch spricht er auch Deutsch, Englisch, Französisch und Serbokroatisch.